# Cantón de Parentis-en-Born
El cantón de Parentis-en-Born era una división administrativa francesa, que estaba situada en el departamento de Landas y la región de Aquitania.

## Composición
El cantón estaba formado por seis comunas:
- Biscarrosse
- Gastes
- Parentis-en-Born
- Sainte-Eulalie-en-Born
- Sanguinet
- Ychoux

## Supresión del cantón de Parentis-en-Born
En aplicación del Decreto n.º 2014-181 de 18 de febrero de 2014, el cantón de Parentis-en-Born fue suprimido el 22 de marzo de 2015 y sus 6 comunas pasaron a formar parte del nuevo cantón de Grandes Lagos.